# Édouard François Armand Raoul
Pour les articles homonymes, voir Raoul.
Édouard François Armand Raoul est un explorateur et un naturaliste français né le 20 août 1845 à Brest et mort le 26 avril 1898 au lieu-dit Kergroas à Lannilis, près de Brest. Il est le petit-fils de Joseph Raoul et le petit-cousin d'Étienne Fiacre Louis Raoul.

## Biographie
Pharmacien dans la marine, il fait de nombreux voyages. En 1873, il explore Formose. En 1884, il participe à l’expédition en Chine sous la direction de l’amiral Amédée Anatole Courbet (1827-1885). Il part ensuite à Madagascar au sein d’un contigent soumettre les Hovas.
En 1885, il effectue une mission autour du monde avec la charge de découvrir des espèces qui pourraient être utiles aux colonies françaises. Durant trois ans, il visite ainsi Madagascar, La Réunion, l’île Maurice, l’Australie, la Nouvelle-Zélande, les îles Tonga, les Samoa, les Fidji, La Nouvelle-Galles du Sud, la Nouvelle-Calédonie, les Tuamotou, Tubuai et Rapa, les îles Sous-le-Vent, la Malaisie, la Cochinchine et le Tonkin. Lors de son passage à Tahiti, il crée un jardin d’acclimatation. À son retour en France, il participe à la préparation de l'Exposition universelle de 1889 puis enseigne au sein de l’École coloniale. Il repart à Java et à Sumatra. Raoul fait paraître plusieurs ouvrages et livrets sur les peuples des colonies françaises ainsi que sur la flore tropicale.

## Source
Margaret Jane Annand Simpson (1976). E.F.L. and E.F.A. Raoul. New Zealand Journal of Botany, 14 : 199-202.